# Gymnodia ovativentris
Gymnodia ovativentris är en tvåvingeart som först beskrevs av Macquart 1851.  Gymnodia ovativentris ingår i släktet Gymnodia och familjen husflugor.
Artens utbredningsområde är Uruguay. Inga underarter finns listade i Catalogue of Life.